# Peter Macfarlane
Peter Macfarlane es un Director y Régisseur de Opera argentino de familia escocesa, nacido en Tucumán, Argentina, el 18 de enero de 1953, durante un viaje de sus padres.
Debutó como técnico a los 13 años en teatro vocacional en inglés. Estudió canto lírico en el Conservatorio López Buchardo. Jascha Galperin, Margarita Kenny, Marisa Landi y Noemí Souza fueron sus maestros a lo largo de siete años.
Estudió danza con Ruben Cuello y se perfeccionó en zapateo americano en Toronto (Canadá), donde reside su familia. Allí también trabajó para The Canadian Opera Company.
Fue becario en la carrera de Régie del Teatro Colón de Buenos Aires y trabajó como asistente de Bruce Donnel en su producción de Las bodas de Figaro en el Teatro. Posteriormente fue docente en la carrera de Regie en el Instituto Superior de Arte, donde además estudió 
Escenografía, Luminotecnia y Caracterización. 
Fue becado para continuar sus estudios de teatro y ópera en Londres, en Roehampton, Digby Stuart y The University of Warwick. Trabajó con Yolanda Sonnhabend en Covent Garden y después curso estudios en el Harlem School of Performing Arts de Nueva York. 
En la Argentina dirigió Broadway II y Films, Luz, cámara, canción, ganadores por dos años consecutivos de los prestigiosos Premios ACE (Argentina) en el rubro Mejor Comedia Musical. También dirigió “Todo Corazón” en el Teatro Blanca Podesta y el recital “Latiendo” para Marilina Ross en el Teatro Ópera. Ha estado como director residente en las giras internacionales de Los Jonas Brothers. Dirigió “Disney Momentos Mágicos” durante 7 meses en Costa Salguero.
Ha dictado cátedra de Régie de Ópera para cantantes en Palma de Mallorca, contratado por el Metropolitan Opera y la Universidad de las Islas Baleares.
Adicionalmente, trabajo de director y profesor de musica en la prestigiosa Escuela Escosesa San Andres, Buenos Aires, desde 1982 a 2010.
Convocado por Buenos Aires Lírica monto “El Barbero de Sevilla” de Rossini y “La Belle Helene” de Offenbach, en el Teatro Avenida con excelente repercusión de la prensa.
Dirigió su primer largometraje, que se rodó en Hungría “A Hungarian Saga” de la cual es autor del guion. Ha dirigido numerosos videoclips para varias estrellas musicales.
Dirigió su primer ballet de tango electrónico, Tangosónico La Rosa, con un elenco internacional. Y “Evita Vive” un ballet de tango electrónico de su autoría con la temática de Eva Perón, que estuvo en cartel en Buenos Aires, además de giras por Ecuador y Brasil. 
Es Coordinador de personajes y director para América Latina de los espectáculos de The Walt Disney Company. Por ello participó como jurado del programa buscando a los intérpretes de la película “High School Musical”. También estuvo a cargo de los cuadros musicales para dicha película en su versión Argentina y Mexicana. 
Últimamente ha montado varias operas, entre ellas La Traviata, El Barbero de Sevilla, Rigoletto y Tosca, con excelentes repercusiones. 
En 2013 tuvo el honor de recibir el galardón más importante de The Walt Disney Company al dirigir Disney en Concierto con la orquesta estable del Teatro Colón en Ushuaia. 
Desde hace 20 años tiene una productora de espectáculos con su socia Georgina Ros Artayeta.